# Индикаторная мощность
Индика́торная мо́щность двигателя внутреннего сгорания —  мощность, развиваемая в рабочих цилиндрах в результате давления рабочего тела, действующего на поршень. Она отличается от индикаторной мощности на величину потерь, идущих на преодоление трения в двигателе.
Понятие индикаторной мощности применяется также в теории паровых машин.

## Измерение
Индикаторная мощность двигателя определяется путём обработки индикаторных диаграмм, полученных при испытании двигателя. Индикаторная мощность конкретного двигателя различна при различных режимах его работы. Зависимость индикаторной мощности от частоты вращения двигателя называется скоростной характеристикой.
Чтобы построить скоростную характеристику, снимают индикаторные диаграммы на различных частотах вращения двигателя, и путём планиметрирования площадей полученных диаграмм определяют индикаторную мощность на данной частоте вращения. Некоторая часть индикаторной мощности расходуется на преодоление сил трения внутри двигателя, а также на приведение в действие всех механических систем, без которых принципиально невозможна работа данного двигателя (газораспределительного механизма, масляного насоса, ТНВД, нагнетателя и т. п.).